# Rafael Alkorta Martínez
Rafael Alkorta Martínez (Bilbao, 16 de setembre de 1968) és un futbolista basc, ja retirat. Va desenvolupar la seva trajectòria a l'Athletic Club i el Reial Madrid CF. Va ser internacional amb la selecció espanyola.

## Carrera esportiva
Jugava de defensa (normalment de central) i el seu primer equip va ser l'Athletic Club de Bilbao. Va jugar des de jove en les categories inferiors del club de Lezama. El 1987 va debutar amb el primer equip. Va ser el 24 d'octubre en el partit Valladolid 1 - 0 Athletic.
El 1993 va fitxar pel Reial Madrid. Amb aquest club va aconseguir dues lligues i una Supercopa d'Espanya.
El 1997 va tornar a l'Athletic Club de Bilbao. Aquesta temporada va aconseguir un subcampionat de lliga. A la fi de la temporada 01-02 va decidir retirar-se per culpa, entre altres raons, de les lesions que li van impedir jugar bastants partits aquesta temporada.
Ha disputat un total de 364 partits en la primera divisió espanyola marcant vuit gols.

## Selecció
Ha jugat amb la Selecció del País Basc.
També ha estat internacional amb la selecció espanyola en 54 ocasions. El seu debut com a internacional va ser el 26 de maig de 1990 en el partit Iugoslàvia 0:1 Espanya.

### Participacions en Copes del Món
- Copa Mundial de Futbol d'Itàlia de 1990 disputant un partit contra Bèlgica.
- Copa Mundial de Futbol dels EUA de 1994 disputant quatre partits contra Corea del Sud, Alemanya, Suïssa i Itàlia.
- Copa Mundial de Futbol de França de 1998 disputant tres partits contra Nigèria, Paraguai i Bulgària.

En total ha jugat vuit partits en totes les seves participacions de la Copa Mundial de Futbol. Ha estat titular en tots aquests partits exceptuant en el partit contra Bèlgica del Mundial d'Itàlia en el qual va substituir Emilio Butragueño en el minut 80.

## Clubs
- Bilbao B - 1985 - 1987
- Athletic Club de Bilbao - 1987 - 1993
- Reial Madrid - 1993 - 1997
- Athletic Club de Bilbao - 1997 - 2002

## Palmarès
- 2 Lligues espanyoles (Reial Madrid, 1994-95 i 1996-97)
- 1 Supercopa d'Espanya (Reial Madrid, 1994)
- 1 Copa Iberoamericana (Real Madrid, 1994)